# 科爾切斯特 (伊利諾伊州)
科爾切斯特（英語：Colchester）是一個位於美國伊利諾伊州麥克多諾縣的城市。

## 地理
科爾切斯特的座標為40°25′41″N 90°47′32″W / 40.42806°N 90.79222°W，而該地的平均海拔高度為212米（即696英尺）。

## 人口
根據2010年美國人口普查的數據，科爾切斯特的面積為2.58平方千米，當中陸地面積為2.58平方千米，而水域面積為0.00平方千米。當地共有人口1401人，而人口密度為每平方千米543.02人。